# Bellechasse
Pour l’article homonyme, voir Bellechasse (homonymie).
Bellechasse est une municipalité régionale de comté (MRC) du Québec située dans la région de la Chaudière-Appalaches. Son centre administratif est situé à Saint-Lazare-de-Bellechasse.

## Géographie

### Entités territoriales
La MRC est constituée de vingt municipalités locales.
| Nom                                 | Statut                   | Population 2021 | Superficie (km2) | Densité (h/km2) | Ref. |
| ----------------------------------- | ------------------------ | --------------- | ---------------- | --------------- | ---- |
| Armagh                              | Municipalité             | 1 439           | 170,1            | 8,46            |      |
| Beaumont                            | Municipalité             | 2 968           | 44,7             | 66,4            |      |
| Honfleur                            | Municipalité             | 881             | 50,7             | 17,38           |      |
| La Durantaye                        | Municipalité de paroisse | 782             | 34,3             | 22,8            |      |
| Notre-Dame-Auxiliatrice-de-Buckland | Municipalité de paroisse | 767             | 96,6             | 7,94            |      |
| Saint-Anselme                       | Municipalité             | 4 047           | 74,9             | 54,03           |      |
| Saint-Charles-de-Bellechasse        | Municipalité             | 2 583           | 94,7             | 27,28           |      |
| Saint-Damien-de-Buckland            | Municipalité de paroisse | 1 893           | 82,7             | 22,89           |      |
| Saint-Gervais                       | Municipalité             | 2 138           | 90               | 23,76           |      |
| Saint-Henri                         | Municipalité             | 5 813           | 124,2            | 46,8            |      |
| Saint-Lazare-de-Bellechasse         | Municipalité             | 1 332           | 85,7             | 15,54           |      |
| Saint-Léon-de-Standon               | Municipalité de paroisse | 1 042           | 136,2            | 7,65            |      |
| Saint-Malachie                      | Municipalité de paroisse | 1 667           | 103,2            | 16,15           |      |
| Saint-Michel-de-Bellechasse         | Municipalité             | 1 871           | 44,7             | 41,86           |      |
| Saint-Nazaire-de-Dorchester         | Municipalité de paroisse | 338             | 51,6             | 6,55            |      |
| Saint-Nérée-de-Bellechasse          | Municipalité             | 744             | 76,3             | 9,75            |      |
| Saint-Philémon                      | Municipalité de paroisse | 680             | 148              | 4,59            |      |
| Saint-Raphaël                       | Municipalité             | 2 458           | 123,3            | 19,94           |      |
| Saint-Vallier                       | Municipalité             | 1 031           | 60,5             | 17,04           |      |
| Sainte-Claire                       | Municipalité             | 3 526           | 89,1             | 39,57           |      |
| Total                               | Total                    | 38 000          | 1 751,06         | 21,7            |      |

## Démographie
| 1986   | 1991   | 1996   | 2001   | 2006   | 2011   | 2016   | 2021   |
| ------ | ------ | ------ | ------ | ------ | ------ | ------ | ------ |
| 29 932 | 29 475 | 29 674 | 33 377 | 33 330 | 35 318 | 37 233 | 38 000 |

## Administration
| Période                                  | Période  | Identité                | Étiquette                             | Qualité       |
| ---------------------------------------- | -------- | ----------------------- | ------------------------------------- | ------------- |
| 1982                                     | 1985     | Paul-Henri Bélanger     | Maire de Saint-Vallier                |               |
| 1985                                     | 1987     | Aurèle Marceau          | Maire de Saint-Nazaire-de-Dorchester  | Enseignant    |
| 1987                                     | 1993     | Jeannine Marquis Garant | Mairesse de Saint-Raphaël             |               |
| 1993                                     | 2001     | Charles-Eugène Blanchet | Maire de Saint-Charles-de-Bellechasse |               |
| 2001                                     | 2004     | Réal Lapierre           | Maire de Beaumont                     | Enseignant    |
| 2004                                     | 2017     | Hervé Blais             | Maire de Saint-Damien-de-Buckland     |               |
| 2017                                     | 2021     | Clément Fillion         | Maire de Saint-Nazaire-de-Dorchester  | Fonctionnaire |
| 2021                                     | En cours | Yvon Dumont             | Maire de La Durantaye                 |               |
| Les données manquantes sont à compléter. |          |                         |                                       |               |

```
                                              
LISTE DES DIRECTEURS-GÉNÉRAUX

                                      1982-2015: Clément Fillion
                                      2015-présent: Anick Beaudoin
```

## Éducation
- Commission scolaire de la Côte-du-Sud